# نمود خود در زندگی روزمره
نمود خود در زندگی روزمره (به انگلیسی: The Presentation of Self in Everyday Life) عنوان کتابی از اروینگ گافمن جامعه‌شناس کانادایی است. این اثر که نخستین و مشهورترین کتاب گافمن است، در سال ۱۹۵۹ میلادی منتشر شد.
این کتاب توسط انجمن بین‌المللی جامعه‌شناسی، دهمین کتاب مهم سده بیستم در زمینهٔ جامعه‌شناسی نام گرفته است. گافمن در این کتاب بین خود به مثابه اجراکننده و خود به مثابه منش تمایز قائل می‌شود و به توضیح و تفسیر این دو نوع خود می‌پردازد. او در این زمینه سخت تحت تاثیر جورج هربرت مید است.